# Cryphoeca thaleri
Espèce
Cryphoeca thaleri est une espèce d'araignées aranéomorphes de la famille des Cybaeidae.

## Distribution
Cette espèce est endémique de Turquie.

## Étymologie
Cette espèce est nommée en l'honneur de Konrad Thaler.

## Publication originale
- Wunderlich, 1995 : Beschreibung einer bisher unbekannten Art der Gattung Cryphoeca Thorell 1870 aus der Türkei (Arachnida: Araneae: Dictynoidea: ?Dictynidae). Beiträge zur Araneologie, vol. 4, p. 719-721.